# Llista de peixos del Tadjikistan

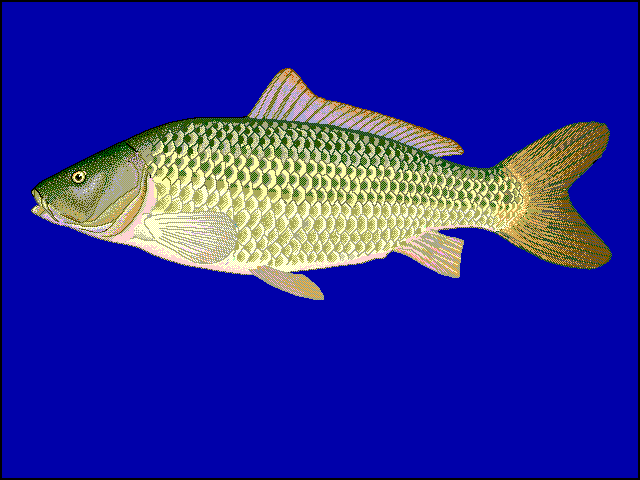
Cyprinus carpio carpio

Aquesta llista de peixos del Tadjikistan -incompleta- inclou 3 espècies de peixos que es poden trobar al Tadjikistan ordenades per l'ordre alfabètic de llur nom científic.

## C
- Cyprinus carpio carpio

## N
- Nemacheilus pardalis

## S
- Schizothorax pelzami[1]